# 베사노
베사노(Besano)는 이탈리아 북부 롬바르디아주 바레세도에 위치한 타운이자 코무네이다.
이 지역의 총 면적은 3 제곱킬로미터, 인구 수는 2018년 1월 1일 기준으로 총 2,350명이다.

## 베사노의 화석

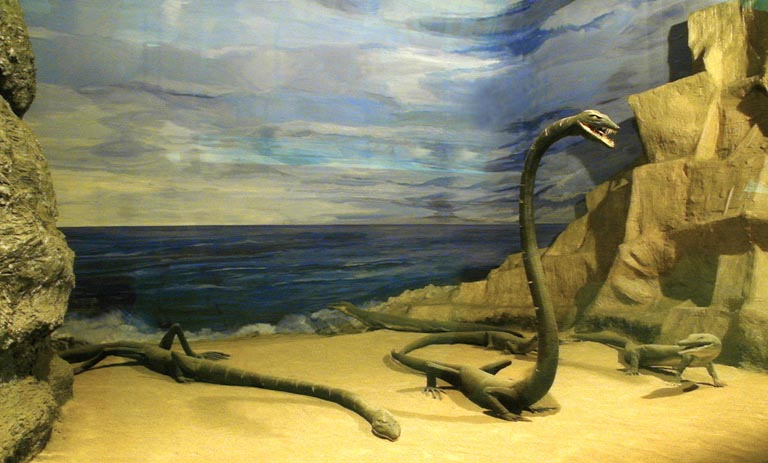

1993년 트라이아스기 고대 파충류의 화석이 이 타운 주변에서 발견되었으며 시기는 약 235,000,000년 전의 것으로 추정된다. 베사노사우루스로 명명되었다. 기타 수많은 화석들이 라거슈테테 밭에서 발견되었다.